# Route départementale 40 (Finistère)
Pour les articles homonymes, voir Route départementale 40 et D40.
La route de Per Jakez Helias, abrégée en D 40, est une des Routes du Finistère, qui relie Quimper à Pouldreuzic, les villes où vivait l'écrivain local Pierre Jakez Hélias. Antenne de la Transbigoudène à 600 m de la sortie de Quimper, la D 40 dessert le bourg de Pluguffan, puis traverse la campagne de Plogastel-Saint-Germain et Pouldreuzic pour enfin atteindre son port Penhors.

## Tracé de la D 40
- Échangeur entre D 785 et D 40 à Treiger Kreiz
- Pluguffan
- Pouldreuzic, intersection avec D 2
- Penhors (Pouldreuzic)

## Antennes de la D 40

### D 140
La Route de Plogastel ou D 140 relie la D 784 à Plogastel-Saint-Germain (intersection avec D 57). Elle fait 2,5 km de long.

### D 240
La Route de l'Abbé ou D 240 relie Plogastel-Saint-Germain à Pont-l'Abbé en passant par Tréméoc. Elle fait 15 km de long. La D 240 porte le nom de Route de l'Abbé car elle longe la rivière de Pont-l'Abbé
- Plogastel-Saint-Germain
- Intersection avec D 57 et D 40
- Intersection avec D 156
- Tréméoc
- Échangeur entre D 785 et D 240 et D 44 à Kermaria (Tréméoc et Pont-l'Abbé)